# والتر آرنسیبیا رودریگز
والتِر آرِنسیبیا رُدریگِز (به اسپانیایی: Walter Arencibia Rodríguez) (متولد ۲۱ ژوئیه ۱۹۶۷ میلادی) شطرنجباز و یک استاد بزرگ شطرنج اهل کوبا است.

## زندگی‌نامه
او شطرنج را در سن هشت سالگی یاد گرفته و از آن پس، موفق به به کسب پیروزی‌های متعدد شد؛ از جمله در سال ۱۹۸۶ میلادی در مسابقات قهرمانی شطرنج نوجوانان جهان که به طور خودکار عنوان استاد بین‌المللی را به دست آورد. عنوان استاد بزرگ شطرنج در سال ۱۹۹۰ میلادی به او اهداء شد. والتر آرنسیبیا به نمایندگی از کشور کوبا در ۹ المپیاد شطرنج در سال‌های ۱۹۸۶، ۱۹۹۰، ۱۹۹۴، ۱۹۹۶، ۱۹۹۸، ۲۰۰۰، ۲۰۰۲، ۲۰۰۴ و ۲۰۰۶ میلادی، شرکت کرد. رتبه فعلی او در درجه‌بندی فیده ۲۵۱۶ بوده که او را بازیکن دهم کوبا و ۶۵۳ در جهان کرده است.